# Biloțerkivka, Velîka Bahacika
Biloțerkivka (în ucraineană Білоцерківка) este localitatea de reședință a comunei Biloțerkivka din raionul Velîka Bahacika, regiunea Poltava, Ucraina.

## Demografie
Componența lingvistică a localității Biloțerkivka
     Ucraineană (97,57%)
     Rusă (1,86%)
     Alte limbi (0,57%)
Conform recensământului din 2001, majoritatea populației localității Biloțerkivka era vorbitoare de ucraineană (97,57%), existând în minoritate și vorbitori de rusă (1,86%).